# Перхурьево (Кубенский сельсовет)
Перху́рьево — деревня в Вологодском районе Вологодской области, входит в состав Кубенского сельского поселения, с точки зрения административно-территориального деления — в Кубенский сельсовет.

## Физико-географическая характеристика

### Географическое положение
Деревня расположена в 38 км к северо-западу от Вологды на правом берегу реки Водлы, впадающей в Кубенское озеро. Через деревню проходит федеральная автодорога А119 «Вологда — Медвежьегорск».
Перхурьево расположено в 2 км от Кубенского озера, входящего в состав Северо-Двинской водно-транспортной системы.

### Часовой пояс
Перхурьево с принадлежностью к Вологодской области находится в часовом поясе, обозначаемом по международному стандарту как Moscow Time Zone. Смещение относительно Всемирного координированного времени UTC составляет +4:00

## Транспорт
Следуют автобусные маршруты междугороднего и пригородного сообщений:
- Вологда — Петрозаводск
- Вологда — Вытегра
- Вологда — Белозерск
- Вологда — Липин Бор
- Вологда — Кириллов
- Вологда — Талицы
- Вологда — Виктово
- Вологда — Вотча
- Вологда — Новленское

## Достопримечательности

Вид на храмовую постройку

- 38 км, поворот на Воздвиженье, храм Воздвижения Креста Господня.
- В долине Кубенского озера виден Спасо-Каменный монастырь.

Через Перхурьево проходит туристический маршрут «Мои истоки» (с. Кубенское — д. Перхурьево — д. Воздвиженье — с. Кубенское) — о детских годах композитора В. А. Гаврилина.

## Население
По переписи 2002 года население — 8 человек.
Известные уроженцы
- Воронов, Валерий Вениаминович — русский поэт.

Известные жители
- Гаврилин, Валерий Александрович (1939—1999) — русский композитор.

## Литература

Тепло погаснувших огней